# 绒毛草属
绒毛草属（学名：Holcus）是禾本科下的一个属，为多年生或一年生草本植物。该属共有约10种，分布于欧洲和非洲。